# Hermanus van Wyk
Hermanus van Wyk (Fraserburg, 1835 - Rehoboth, 1905) was de eerste kaptyn van de (Rehoboth) Basters.

## Biografie
Van Wyk werd geboren in het district Fraserburg van de Kaapkolonie. In november 1868 trokken zo'n 90 Basterfamilies onder leiding van Van Wyk en de Rijnlandse missionaris Johann Christian Friedrich Heidmann over de Oranjerivier en vestigden zich twee jaar later te Rehoboth, met goedkeuring van de stamhoofden van de Nama en Herero.
Op 15 september 1885 tekende Van Wyk een vriendschapsverdrag met het de Duitse kolonisator, dat de Basters een zekere mate van onafhankelijkheid verschafte in ruil voor de erkenning van het koloniale gezag. Toen in 1904 oorlog uitbrak tussen Duitsland en Samuel Maharero koos Van Wyk partij voor de Duitsers; de Namibische Genocide bleef de Basters bespaard.
Van Wyk overleed in 1905 en de positie van kaptyn werd door de Duitsers tijdelijk vervangen door de Basterraad, maar in 1914 werd Cornelius van Wyk aangesteld als tweede kaptyn.